# Isidoro Affaitati
Isidoro Affaitati, auch: Izydor Affaita, Affayta oder Isidoro Affaita der Ältere genannt (* 25. März 1622 in Albogasio; † um 1684 in Warschau) war ein italienischer Militäringenieur und Architekt, der vor allem in Warschau wirkte.

## Leben
Während des Dreißigjährigen Krieges diente Affaitati als 18-jähriger technischer Offizier in der habsburg-kaiserlichen Armee. Etwa um 1648 heiratete er auf einem Heimaturlaub Franceschina Barrera, mit der er vier Söhne hatte: Domenico, Giuseppe, Carlo und den späteren Architekten Isidoro Tommaso.

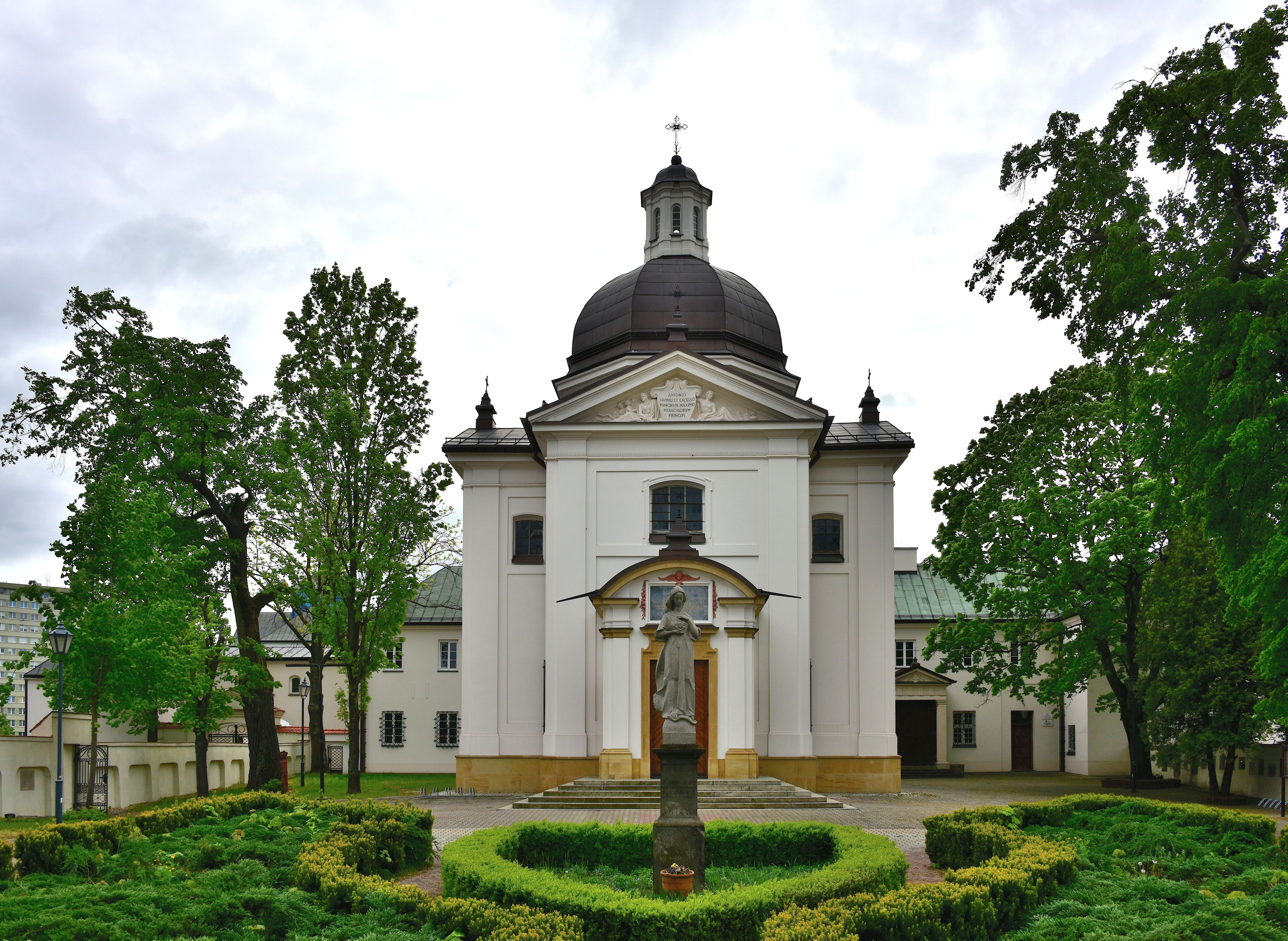
Isidoro Affaitati: Kirche des Heiligen Antonius von Padua Warschau

### Militäringenieur
Im Jahre 1649 wurde er erstmals als in Warschau lebend erwähnt. Er wird im Zusammenhang mit seinem älteren Bruder, dem Baumeister Antonio Affaitati, genannt. Isidoro Affaitati arbeitete folgend als Ingenieur (Hauptmann) bei der polnischen Armee, die nach dem Kosakenaufstand reorganisiert wurde. Sein jüngerer Bruder, Carlo Ambrogio Affaitati, war Kaplan, Sekretär und Beichtvater der polnischen Königin Luisa Maria Gonzaga.
Mit Beginn der schwedischen Sintflut kämpfte er auf Seite der königlich-polnischen Armee und war unter anderem bei Belagerungsschlachten in Krakau und Toruń eingesetzt. Im Jahr 1666 besuchte er zum letzten Mal seine italienische Heimat Valsolda. Nach seiner Rückkehr arbeitete er bis zu seinem Tode als Architekt in Warschau. Für seine Verdienste als Militäringenieur erhielt Affaitati im Jahre 1655 eine Apanage durch König Johann II. Kasimir und 1668 zwei außerhalb Warschaus gelegene Ziegeleien. Im Jahr 1673 wurde ihm das Indigenat erteilt. Ab 1678 wurde ihm auch die Würde eines Sekretärs des Königs (Johann III. Sobieski) verliehen.

### Architekt in Polen
Isidoro Affaitati arbeitete als Architekt für drei polnische Könige – Johann II. Kasimir, Michael I. und Johann III. Sobieski. Für Johann II. Kasimir baute er den von schwedischen Truppen zerstörten Kazimierz-Palast (damals als „Villa Regia“ bezeichnet) wieder auf. Dabei übernahm er Elemente des ursprünglichen Gebäudes und kombinierte sie mit dem Stil des italienischen Barocks. Viele Gestaltungselemente des von ihm geschaffenen Palastes übernahm er später beim Bau seines eigenen Hauses („Villa Salve“) in Albogasio.
Ein weiterer bedeutender Bau von Affaitati ist die Warschauer Franziskanerkirche. Diese Kirche ähnelt einer anderen Kirche Affaitatis – der Kirche von Santa Annunziata in Albogasio. Bei vielen anderen Gebäuden nahm er erhebliche Umbauten vor. Dazu gehörte die Einsiedelei von Camaldoli, die Warschauer Kirche der Karmeliten in der Krakowskie Przedmieście und die Kirche von Pažaislis bei Kaunas im heutigen Litauen. Auch der Altar des Heiligtums der Schwarzen Madonna des Klosters Jasna Góra in Tschenstochau, ursprünglich von Giovanni Battista Gisleni entworfen, wurde unter Affaitati vollendet.